# 菲魯茲·藍
菲魯茲·藍（日语： Fairūzu Ai；1993年7月6日—），日本女性配音員。出身於東京都。Mausu Promotion所屬。身高161cm。O型血。

## 簡歷
菲魯茲·藍因為父母都工作的關係，從小學5年級到小學畢業居住在埃及吉薩，就讀開羅日本人學校，進入初中之後返回日本。當她無法融入班級時，喜歡上了漫畫《JoJo的奇妙冒險 石之海》並成為了粉絲，然後高中1年級開始參加由Skype舉辦的《JoJo》粉絲朗讀會。她反覆閱讀和表演夢想希望在《JoJo》動畫出現，從此就把配音員當作將來目標。
由於父母的反對，她在高中畢業後並沒有直接從事配音的工作，因為喜歡繪畫而進入了平面設計專門學校，但是到了第3年，她又重新燃起了想去聲優訓練學校的慾望。按照父母規定的條件當了1年牙醫助理存了一些錢後，進入了Pro-Fit聲優養成所。畢業後2019年1月暫時屬於Pro-Fit，2020年1月晉升為準所屬，到了2021年4月正式成為Pro-Fit所屬。之所以想加入Pro-Fit，是因為擔任訓練學校講師的鹽屋翼出現在電視動畫《JoJo的奇妙冒險》飾演威廉·A·齊貝林的角色，她想說如果屬於Pro-Fit的話在JoJo動畫可能有機會出現。後來，她在《石之海》被選為擔任主角空條徐倫時，得知自己獲得這一機會喜極而泣，說「我忍不住哭了，因為我太高興了，我追尋了12年的夢想終於實現了」。
2019年，於電視動畫《流汗吧！健身少女》憑藉紗倉響一角首次主演。
2020年，獲得第14屆聲優Award新人女演員獎。2021年，在《最愛的人 ～The other side of 日本沉沒～》首次作為電影演員飾演東條凛香一角。
2022年，隨著Pro-Fit於3月底結束管理營運，同年4月加入Raccoon Dog。
2024年12月31日，所屬事務所宣佈菲魯茲因患創傷後壓力症而暫時限制部分活動。

## 人物
菲魯茲是她的第一個名字，是她從小取的暱稱。
她是日本與埃及的混血兒，父親為埃及人，母親為日本人。
哥哥門田基哈德是冰山攀岩隊的日本代表，於漫畫《新娘特別班》第7冊特別版廣播劇CD演出，其全名是「門田·菲魯茲·藍」，但此後現在藝名「菲魯茲·藍」則是只有名字。「菲魯茲」的口音（發音時）與除臭劑「Febreze」的口音相同。「菲魯茲·藍」的口音與「有配偶」相同。
興趣：繪畫、驚悚電影鑑賞、肌力訓練、時尚。特長：埃及阿拉伯語（日常會話的程度）、死亡金屬音樂演奏。資格：商業業務技能3級，騎馬技能4級、普通汽車執照。有飼養花枝鼠。
尤其是在肌肉訓練方面如此投入，可以看作是本身性格的一部分。每週上健身房3次。她也活用這個興趣，在《流汗吧！健身少女》的企劃和中山筋肉君一起進行肌肉訓練，並在NHK頻合《大家一起來筋肉體操》2020年新春特別節目作為助理示範肌肉訓練。本來不擅長運動，為了要當上電影演員並練出一身漂亮的肌肉，並開始勤跑健身房。此外，她還獲得騎馬技能考試4級的原因是由於看了《JoJo》第七部《飆馬野郎》之後產生了想要騎馬的想法。
除了《JoJo》激勵了她要當配音員之外，也激勵了她將騎馬作為一項特殊專長，喜歡的漫畫作品還有《監獄學園》、《魁!!男塾》、《北斗神拳》、《鬥牌傳說赤木》、《賭博默示錄》等。曾玩過「惡靈古堡系列」遊戲。
好友有聲優訓練學校時期跟她同期，也是歸國子女的內田秀，以及本身出道作《流汗吧！健身少女》共同演出的雨宮天。
另外，在經紀公司公開資料特長項目的部分，則是寫阿拉伯語埃及阿拉伯語的日常對話，並且語音樣本還包括來自埃及會話課程的樣本語音，她在動畫《神奇柑仔店 錢天堂》的第50話「Bilingirl」飾演米娜時，用現代標準阿拉伯語（常規阿拉伯語，fuṣḥā）進行對話，這是一種文學語言，並表現出兩種類型的阿拉伯語。

## 演出
粗體字表示主要角色。

### 電視動畫
2019年
- 一拳超人（女性市民A）
- 毛球剛次郎（日语：けだまのゴンじろー）（工作人員、女子1）
- 流汗吧！健身少女（紗倉響[3]）
- Dr.STONE 新石紀（世界的人們）
- Re:Stage！Dream Days♪（偶像）
- 在地下城尋求邂逅是否搞錯了什麼II（小隊長）
- 偶像活動Friends！ ～閃耀的寶石～（索爾伯特市民）
- 神田川JET GIRLS（2019年—2020年，艾米莉·奧倫奇[38]）
- 慎重勇者 ～這個勇者明明超TUEEE卻過度謹慎～（瓦爾丘雷[39]）
- 美妙射擊部（學生）

2020年
- 神推偶像登上武道館我就死而無憾（繪里飄[3]）
- 成群結伴！西頓學園（花樣游泳社社員♀）
- 星光頻道（2020年—2021年，愛麗絲·佩佩朗奇諾[40]／輝愛麗絲[41]）
- 魔法水果籃 (2019年版)（女學生）
- 夢夢貓（2020年—2022年，安西常盤[42][43]）2系列[注 1]
- 魔物娘的醫生（凱依·阿爾帝[44]）
- 宇崎學妹想要玩！
- 大欺詐師（女）
- 半妖的夜叉姬（2020年—2022年，竹千代[45]、狸平菊之助[46]）2系列[注 2]
- 眾神眷顧的男人（2020年—2023年，珍）2系列[注 3]

2021年
- Healin' Good ♥ 光之美少女（夏日天使）
- 工作細胞!!（日和見菌2）
- Tropical-Rouge！光之美少女（2021年—2022年，夏海真夏／夏日天使[3]）
- 神奇柑仔店 錢天堂（2021年—2024年，琥珀[47]、米娜、蘇珊、美月、八十島優樹菜 等）
- 如果究極進化的完全沉浸RPG比現實還更像垃圾遊戲的話（艾莉希亞[48]）
- 大運動會 ReSTART！（安娜·歐魯德曼[49]）
- 東京復仇者（2021年—2023年，佐野萬次郎〈少年、小學生〉）3系列[注 4]
- 歌劇少女!!（山田清子）
- 逆轉世界的電池少女（赤城凜[50]）
- 丸少爺（2021年—2024年，清少納言[51][52]、女高中生）

2022年
- JoJo的奇妙冒險 石之海（2022年—2023年，空條徐倫[3][53]、愛倫、像徐倫的女子）3系列[注 5]
- 遊☆戲☆王 RUSH!!（2022年—2024年，貓、喵德斯塔[54]／The☆喵德斯塔）
- 女性向遊戲世界對路人角色很不友好（安潔莉卡·拉法·雷德古列夫[55]）
- 骸骨騎士大人異世界冒險中（艾莉安[56]）
- 女忍者椿的心事（菫[57]）
- 街角魔族 2丁目（烏伽露露）
- 盛開的阿斯諾特莉亞 吸！（日语：咲う アルスノトリア）（迪烏恩[58]）
- 我想成為影之強者！（2022年—2023年，戴爾塔[59]）2系列[注 6]
- 鏈鋸人（帕瓦[60][61]）
- 書蟲公主（索菲亞）

2023年
- 萬事屋齋藤先生轉生異世界（拉艾露莎[62]、摩洛克〈女〉）
- 蠟筆小新（巴里巴里女孩·薰[63]）
- 開闊天空！光之美少女（夏日天使）
- 再得一勝！（堂本惠[64]）
- 屁屁偵探 CosmicFront（米克[65]）
- YouTuNya（日语：ユーチューニャー）（喵[66]）
- 魔法少女毀滅者（安那其[67]）[68]
- 第二次被異世界召喚（利維坦[69]）
- 為美好的世界獻上爆焰！（賽西莉[70]）
- 在異世界獲得超強能力的我，在現實世界照樣無敵 ～等級提升改變人生命運～（艾米莉亞[71]）
- 成為悲劇元凶的最強異端，最後頭目女王為了人民犧牲奉獻（普萊朵·羅耶爾·艾比[3]）
- 無職轉生II ～到了異世界就拿出真本事～（2023年—2024年，莉妮亞娜·泰德路迪亞[72]）2系列[注 7]
- 謊言遊戲（樞木千梨[73]）
- 哆啦A夢 (水田山葵版)（蘿蝶·孟豪森[74]）
- Lv1魔王與獨居廢勇者（黑卡蒂）
- 狩龍人拉格納（2023年—2024年，史萊姆[75]）
- 想當冒險者前往都市的女兒成為S級（瑪格麗特[76]）
- 地下忍者（忍研之女[77]／日比亂亂）
- 神選（日语：カミエラビ）（2023年—2024年，美津⼦／沖野美津⼦[78]）2系列[注 8]
- 家裡蹲吸血姬的鬱悶（納莉亞·克寧格姆[79]）

2024年
- 反派千金等級99 ～我是隱藏頭目但不是魔王～（尤蜜拉·多克尼斯[80]）
- 七大罪 啟示錄四騎士（高文[81]）
- 轉生為第七王子，隨心所欲的魔法學習之路（古力莫[82]）
- 庫瑪巴（日语：クマーバ）（庫瑪巴[83]）
- 怪異與少女與神隱（緒川菫子[84]）
- 格鬥實況（八潮秋[85]）
- 怪獸8號（四之宮琪歌露[86]）
- 深夜Punch（利布[87]）
- 再見，地球（拉布拉克＝貝爾[88]）
- 嘆氣的亡靈想隱退（莉茲·斯瑪特[89]）
- 悲喜漁生（鮎川花[90]）
- 魔法光源股份有限公司（櫻木花奈[91]）
- 凍牌～地下麻將鬥牌錄～（阿米娜[92]）
- 七大罪 啟示錄四騎士 第2期（高文[93]）
- 聽說你們要結婚！？（海山奈央[94]）
- 七龍珠大魔（潘芷[95]）

2025年
- 在沖繩喜歡上的女孩方言講得太過令人困擾（比嘉夏菜[96]）
- 我與尼特女忍者的莫名同居生活（百地彩夢[97]）
- 來到棒球場捕捉我吧！（瑠璃子[98]）
- 再見，地球 第2期（拉布拉克＝貝爾[99]）
- 強者的新傳說（莉莎[100]）
- 轉生為第七王子，隨心所欲的魔法學習之路 第2期（古力莫[101]）
- 怪獸8號 第2期（四之宮琪歌露[102]）
- 最近的偵探真沒用（星野梓葉[103]）
- 對我垂涎欲滴的非人少女（社美胡[104]）
- 東島丹三郎想成為假面騎士（ユカリス[105]）

2026年
- DEAD ACCOUNT 死亡帳號（漆栖川希詠[106]）
- Re:從零開始的異世界生活 4th season（夏烏拉[107]）

時期未定
- 魔法少女育成計畫restart（瑪絲克德·汪達[108]）
- 異世界四重奏3（戴爾塔[109]）

### 電影動畫
2020年
- 順其自然的日子（小夜子[110]）

2021年
- 劇場版 Tropical-Rouge！光之美少女：小小闖入！組合♡舞會！（日语：映画 ヒーリングっど♥プリキュア ゆめのまちでキュン!っとGoGo!大変身!!）（夏海真夏／夏日天使[111]）
- 劇場版 Tropical-Rouge！光之美少女：雪之公主與奇蹟的戒指！（日语：映画 トロピカル〜ジュ!プリキュア 雪のプリンセスと奇跡の指輪!）（夏海真夏／夏日天使[112][113][114]）

2022年
- 只屬於我的兒童套餐（夏日天使[115]）

2023年
- 機甲英雄 劇場版 我與我等於無限大（巴克斯[116]、鏡像 巴克斯）
- 光之美少女 All Stars F（夏海真夏／夏日天使[117]）

2025年
- 電影 可愛巧虎島 巧虎與勇氣之歌[118]
- 劇場版 鏈鋸人 蕾潔篇（帕瓦[119]）

### OVA
- planetarian ～雪圈球～（2021年，秋野晉〈少年〉[120]）

### 網路動畫
2018年
2019年
- 庫瑪巴頻道（日语：クマーバチャンネル）（庫瑪巴[121]）
- 機甲英雄 機鬥勇者 日語版（巴克斯）
- 即使這份思念無法傳達（蔻依）
- ZENONZARD THE ANIMATION（日语：ゼノンザード）（南野留里[122]）

2022年
- 狂賭之淵雙（愛浦心）
- 影強！（2022年—2023年，戴爾塔）
- 悠哉賽馬娘[[[Wikipedia:格式手册/链接#章節|錨點失效]]]（2022年—2023年，天狼星象徵（日语：シリウスシンボリ））

2023年
- 宇宙偶像（日语：スペアイ SPACE IDOL）（薩菲[123]）
- Fate/Grand Order 搞不懂的藤丸立香（清少納言[124]）
- 帕底亞的課後時光（奇樹[125]）
- 惡魔君 (2023年版)（吉蒙里[126]）
- 寶可夢 禮賓部（愛麗莎[127]）

2024年
- （古賀結那[128]）

2025年
- 新星GALVERSE（D.D.[129]）

### 遊戲
2019年
- Grand Summoners（獸神拳后辛西亞[130]）
- 勇氣之劍×火焰之魂（日语：ブレイブソード×ブレイズソウル）（2019年—2020年，赫傑斯特[131]、伊索德）
- 問答RPG 魔法使與黑貓維茲（索爾特里亞·阿吉奧、渡邊香珠萌[132][133]）
- 荒野的壽飛行隊 飛向雲霄的少女們！（桃樂絲）
- 黑騎士與白魔王（2019年—2022年，紅心王后[134]、梅菲斯特[135]）
- CARAVAN STORIES（日语：CARAVAN STORIES）（拉梅萊莎[136][137]）
- 火焰之紋章 英雄（2019年—2023年，菲娜、尤娜卡[138]）
- 陸自娘（2019年—2020年，謝里登〈AMTRS.Ver〉[139]、東山思希、T-84U）
- Hello Hero: Epic Battle（羅絲[140]）
- 怪物彈珠（2019年—2023年，茲拉拉[141]、惠比天少女組。〈阿修羅〉、薩託莉[142]、空條徐倫[143]、帕瓦[144]、戴爾塔[145]）
- 動物朋友3（馴鹿[146]）
- 虹色Live（凱瑟琳[147]）
- 決鬥大師PLAY'S（琪琪·霍比、鑽石暴風雪）
- 棕色塵埃（日语：ブラウンダスト）（2019年—2021年，賽奧娜[148]、巴寶莉巴[149]）
- 新楓之谷（虎影〈女〉[150]）
- 闇影詩章（無痛武士、座敷童子、神奇貓咪）

2020年
- 白貓網球（日语：白猫テニス）（哈魯[151]）
- 神田川JET GIRLS（艾米莉·奧倫奇[152]）
- OVERHIT（維奧萊塔）
- 最終休止符 -無止境的螺旋物語-（楚馬魯[153]）
- Fate/Grand Order（2020年—2022年，清少納言）2作品[注 9]
- 言靈戰士（日语：共闘ことばRPG コトダマン）（2020年—2023年，迪斯克魯德[154]、莫想貢、泰夫努特、利亞特吉斯馬斯、帕瓦[155]）
- （蘭帝[156]、切爾西[157]）
- 為美好的世界獻上祝福！Fantastic Days（賽西莉[158]）
- 丸子與銀河龍（瑠璃[159]）
- Merry Garland（日语：メリーガーランド）（特里薩[160]、基爾、諾斯特拉）
- 碧藍航線（無畏[161][162]）
- 華麗的宮廷貴婦（女主角[163]）
- Picot Town（弗雷爾[164]）
- 英雄王國（西夫[165]）
- Cytus II（切利[166]）
- 災禍真實（日语：禍つヴァールハイト）（瑪麗·阿爾特西爾·瓦爾海特[167]）
- Dragalia Lost ～失落的龍絆～（納丁[168]）
- Summer Pockets REFLECTION BLUE（神山識[169]）
- 天華百劍 -斬-（壓切長谷部[170]）
- 艦隊Collection -艦Colle-（2020年—2022年，Hornet[171]）
- 星光頻道（愛麗絲）
- [172]
- 塗鴉英雄（日语：グラフィティスマッシュ）（史蘭[173]）
- 昔日旅人、余生相攜（藍井珠季[174]）
- MASS FOR THE DEAD（瓦爾丘雷）
- 裝甲娘（楊貴妃櫻[175]）
- 白貓Project（卡庫利亞[176]、帕瓦[177]）
- 八方旅人 大陸的霸者（梅諾[178]、卡羅爾[179]、波拉[180][181]）
- SHOW BY ROCK!! Fes A Live（[182]）
- 碧藍幻想（2020年—2024年，菲奧莉托[183]）
- 東方歸言錄（稀神探女、依神紫苑）

2021年
- 幻獸契約Cryptract（日语：幻獣契約クリプトラクト）（荷莉葉特[184]）
- 彈射世界（迪萊特[185][186]）
- 蔚藍檔案（2021年—2023年，愛清風華[187]）
- STAR SMASH（茱麗）
- Epic Seven（蘭迪[188]）
- 魔法紀錄 魔法少女小圓外傳（2021年—2022年，神樂燦[189]）
- 神奇男孩亞夏 in 冒險世界（日语：モンスターワールドIV）（艾莎 等[190]）
- 結城友奈是勇者 花結的閃耀（日语：結城友奈は勇者である 花結いのきらめき）（2021年—2022年，法花堂姬[191]）
- 黑潮：深海覺醒（標槍（英语：HMS Javelin (F61)）[192]）
- 精靈騎士團物語（賈斯[193]）
- 盛開的阿斯諾特莉亞（日语：咲う アルスノトリア）（迪烏恩[194]）
- 宇航少女（日语：パズルガールズ (ゲーム)）（讓·巴爾[195]、金剛）
- 東方彈幕神樂（日语：東方ダンマクカグラ）（琪露諾[196]）
- 永劫無間（紫萍）
- 時間守護者（查爾斯）
- planetarian ～雪圈球～（秋野〈少年〉）
- 勇者前線ReXONA（赫爾加[197]）
- 八月的棒球甜心（風祭瀨里奈[198]、紗倉響[199]）
- 英雄傳說 黎之軌跡（亞仙·盧[200]、塞莉絲·奧提希亞）
- 薑餅人王國（日语：クッキーラン: キングダム）（麻辣味薑餅人）
- 賽馬娘 Pretty Derby（天狼象徵[201]）
- 決戰陰陽師 妖怪皇帝與終焉的夜叉姬（日语：ラグナドール 妖しき皇帝と終焉の夜叉姫）（一本踏鞴[202]）
- 機動都市X（九重[203]）
- 烈火戰記（芹田[204]）
- 勇者鬥惡龍X 天星的英雄們 Online（南娜[205]、莫南）
- ELYON（瑪麗·科馬克[206]）
- GRAN SAGA（巴爾札德[207]、科貝特[208]）
- 千銃士：Rhodoknight（薇薇安[209]）
- Sdorica 萬象物語（Cherry[210]）

2022年
- JoJo的奇妙冒險 最後生存者（日语：ジョジョの奇妙な冒険 ラストサバイバー）（空條徐倫[211]）
- Final Gear -重裝戰姬-（賽拉[212]、夏蓉[213]）
- N -INNOCENCE-（赫耳墨斯[214]）
- YGGDRA RESONANCE（米凱拉[215]）
- 聖劍傳說 瑪娜迴響（達芙爾[216]）
- 放置少女 ～百花撩亂的萌姬們～（日语：放置少女〜百花繚乱の萌姫たち〜）（天草四郎[217]）
- Code Geass Genesic Re;CODE（莫里亞蒂[218]）
- 少女廻戰（元稹[219]、田豫[220]）
- 燐光起源 星空之絆（席翁[221]）
- DNF duel（STRIKER）
- 轟炸少女 RAINBOW（日语：ボンバーガール (ゲーム)）（白金[222]）
- 伊諾貝塔（凱莉[223]）
- JoJo的奇妙冒險 群星之戰 重製版（空條徐倫[224]）
- 劍與魔法與學園任務。（尖晶石[225]）[注 10]
- 隔夜茶（Mayura·皇家奶茶[226]）
- 聖塔神記 TRINITY TRIGGER（慧茲[227]）
- 虛時異境：迷離時空（西斯特里亞[228]）
- 英雄傳說 黎之軌跡 II -CRIMSON SiN-（塞莉絲·奧提希亞[229]、亞仙·盧）
- Red: Pride of Eden（賽巴斯[230]）
- 鬥陣特攻2（霧子[231]）
- Echocalypse -緋紅的神約-（茉莉[232]、凱伊[233]）
- KING OF KINGDOMS（御市之方[234]）
- 星海遊俠6 神授之力（日语：スターオーシャン6 THE DIVINE FORCE）（瑪利爾·L·肯尼[235]）
- 無期迷途（EMP[236][237]）
- 收穫之星（日语：ハーヴェステラ）（克雷斯）
- 勝利女神：妮姬（2022年—2023年，士兵 F.A.、貝洛塔[238]、帕瓦[239]）
- PUBG MOBILE（樂觀少女[240]）
- BLACK★ROCK SHOOTER FRAGMENT（米亞[241]）
- 我想成為影之強者！Master of Garden（戴爾塔[242]）
- 咕喵怪物（皮拉魯庫[243]）
- 龍族拼圖（空條徐倫）

2023年
- Crash Fever（[244]）
- 火焰之紋章 Engage（尤娜卡[245]）
- MONSTER UNIVERSE（利澤）
- 四葉草劇場（雷格拉瓦[246]）
- 歧路旅人II（歐莉[247]）
- 天空之塔（奇拉拉[248]）
- 眾神派對 -神世代霓虹城-（莎莉[249]）
- 神秘遺物（茜[250]）
- 魔法少女毀滅者壞（安那其[251]）
- 真·鎖鏈戰記（帕特尼烏斯[252]）
- 另一個伊甸 超越時空的貓（賽絲塔[253]）
- 超異域公主連結☆Re:Dive（2023年—2024年，大和[254]）
- 404 GAME RE:SE（VR快打[255]）
- OMEGA STRIKERS（拜斯[256]）
- MementoMori（希維[257]）
- 守望傳說（奧爾卡[258]）
- 魔法禁書目錄 幻想收束（Thirteen Death[259]）
- 最終幻想：勇氣啟示錄幻影戰爭（梅爾妮雅[260]）
- 大航海時代：起源（[261]）
- 機戰傭兵VI 境界天火（艾兒[262]）
- SYNCED（萊拉[263]）
- GOETIA X（薩巴達奧斯[264]）
- 聖劍同盟重生（米凱拉[265]）
- 重返未來：1999（温妮弗雷德[266]）
- 宿命迴響 takt op.（唐豪瑟[267]）
- 女神異聞錄5 戰略版（格爾尼卡[268]、露卡）
- 東方幻想Eclipse（博麗靈夢[269]）
- #空帕斯：陣地攻防戰（帕瓦[270]）
- Poker Chase（愛原咲希[271]）

2024年
- 寶可夢大師EX（奇樹[272]）
- 天空的AMNESIA（前田慶次[273]）
- 東京復仇者 益智復仇！全國制霸之路（佐野萬次郎〈幼少時期〉[274]）
- 御城收藏:RE ～CASTLE DEFENSE～（日语：御城プロジェクト）（賈巴沃克島[275]）
- 超時空要塞 -Shooting Insight-（日语：マクロスシリーズ (ゲーム)）（艾莉絲·貝婭特麗克絲[276]）
- 聖獸之王（梅麗桑德[277]）
- 神域召喚（日语：ヴァルキリーコネクト）（戴爾塔[278]）
- 浪人崛起（主人公〈女性〉）
- Fortress Saga（蒂莉[279]）
- 星之後裔：Knights of Veda（蕾貝卡[280]）
- 百英雄傳（CJ[281]）
- 異域戰記（艾爾[282]）
- 星躍物語（金色圓球[283]）
- 暗喻幻想：ReFantazio[284]

### 廣播劇CD
- 新娘特別班（2017年，社團社員2、男子2）
- 催眠麥克風「-Division Rap Battle- Official Guide Book - 中王區言之葉黨廣播劇曲目」（2020年，邪答院仄仄[285]）
  - Bad Ass Temple VS 麻天狼（2021年）[注 11]
  - Fling Posse VS MAD TRIGGER CREW（2021年）[注 11]
  - 六色交織之時（2022年）[注 11]
- 荒淫王子的壞毛病（2020年，艾拉[286]）
- 反派千金等級99 ～我是隱藏頭目但不是魔王～（2021年，尤蜜拉·多克尼斯[287]）
- 歌舞伎町Bad Trip 2（2022年，橋本楓[288]）

### 有聲漫畫
- 【百合姬PP】無法傳遞給妳的絲線【PV】（2019年，克蘿耶[289]）
- 阿爾伯特家的大小姐努力朝著沒落進發（日语：アルバート家の令嬢は没落をご所望です）（2019年，瑪莉[290]）
- （2020年，[291]）
- 黑辣妹來囉！（2021年，愛月[292]）
- 反派千金等級99 ～我是隱藏頭目但不是魔王～（2021年，尤蜜拉·多克尼斯[293]）
- 瑪格麗特2044（2022年，忽木奈奈果[294]）
- 令和的蛇螺小姐（2023年，蛇螺小姐[295]）
- （2023年，田中春[296]）[注 12]
- 天幕劇場（2023年，倉井雛希[297]）
- 我們平凡的愛（2023年，乙坂愛來[298]）
- （2024年，艾琳娜[299]）
- （2024年，伊織[300]）

### 有聲劇
- “自稱”超能力少女 三船百合（2021年，三船百合[301]）
- 世界啊臣服於吾之火焰（日语：我が焔炎にひれ伏せ世界） ep.1 試著把魔王城點了（2022年，才子[302]）[注 13]
- （2023年，恩田爐[303]）
- 我所愛的花的名字為…（2023年，壹鄉梅子[304]）
- 鋼之鍊金術師 MOBILE 白銀的嚎哭（2024年，瑪西亞[305]）

### 外語配音

#### 電影
- 黑色聖誕節（2020年，傑西〈布蘭妮·奧格雷迪（英语：Brittany O'Grady）〉）
- 願嫁金龜婿（2020年，洛珂·鄧普西〈蓓蒂·葛萊寶〉[306]）—N.E.M版
- 小確幸地圖（英语：The Map of Tiny Perfect Things）（2021年，瑪格麗特〈凱瑟琳·紐頓〉[307]）
- 惡靈古堡首部曲：拉昆市（2022年，克蕾兒·雷德菲爾〈卡雅·斯考達里奧〉[308]）
- 七個畢業生（英语：St. Elmo's Fire (film)）（2022年，朱麗安娜·“朱爾斯”·凡帕滕〈黛米·摩爾〉[309]）—THE CINEMA（日语：ザ・シネマ）新錄製版
- 蝙蝠俠（2022年，瑟琳娜·凱爾／貓女〈佐伊·克拉維茨〉[310]）
- 人肉搜索2：失蹤搜救（2023年[311]，維娜〈梅根·蘇莉（英语：Megan Suri）〉）
- 驚聲尖叫6（2023年，奎茵·貝利／鬼面殺手〈莉安娜·利貝雷托（英语：Liana Liberato）〉[312]）
- 變形金剛：萬獸崛起（2023年，雅希[313]）
- 蓋世怪胎（英语：Freaks Out）（2023年，馬蒂爾德〈歐若拉·喬文納佐（英语：Aurora Giovinazzo）〉[314]）
- 天堂：男孩和他的機器人（2023年，系統龍[315]）
- 蜘蛛夫人（2024年，安雅·科拉松（英语：Anya Corazon）〈伊莎貝拉·莫娜〉[316]）
- 芙莉歐莎：瘋狂麥斯傳奇篇章（2024年，芙莉歐莎〈安雅·泰勒-喬伊〉[317]）

#### 電視影集
- 殘骸（英语：Debris (TV series)）（2021年，妮可·海格曼[318]）
- 非軍事區（英语：DMZ (miniseries)）（2022年，泰尼〈西德尼·帕克（英语：Sydney Park (actress)）〉[319]）
- 驚奇少女（2022年，娜琪亞·巴哈迪爾〈雅思敏·弗萊徹〉[320]）
- 美少女的謊言：原罪（2022年，諾亞·奧利瓦爾〈瑪雅·瑞菲可〉[321]）
- 鬼娃恰吉 (第2季)（2023年）[322]
- 超級英雄世代（2023年，瑪麗·莫羅〈潔茲·辛克萊（英语：Jaz Sinclair）〉[323]）
- 侍者（2024年，梅〈阿曼德拉·斯坦伯格〉[324]）

#### 動畫
- 摩比小子大電影（2021年，格林博士[325]）
- 寶貝老闆：家大業大（2021年，膠水寶寶[326]）
- 超級蝙蝠車（英语：Batwheels）（2023年，Bibi[327]）
- 倉鼠與格蕾特（英语：Hamster & Gretel）（2023年，格蕾特·格蘭特·戈麥斯[328]）
- 歪小子史考特：火力全開（2023年，蘿夢娜·福勞爾[329][330]）
- 變形金剛：地球火種（2024年，雅希[331]）

### 網路電視劇
- 最愛的人 ～The other side of 日本沉沒～（2021年，東條凛香[19]）

### 電視節目
※記號表示網路電視。
- 大家一起來筋肉體操（日语：みんなで筋肉体操）（2020年1月，NHK綜合，節目助理[332]）
- 與聲優夜遊 2024（2024年，AbemaTV，週五主持人）※[333]）

### 電視劇
- 岸邊露伴一動也不動（2021年，健身房會員聲音[334]、救急隊員聲音、村內廣播）

### 廣播節目
※記號表示網路廣播。
- 石見舞菜香與菲魯茲·藍的「FUTARADI!!」（日语：ふたラジ!!）（2020年，超！A&G+）※[335]）
- 菲魯茲·藍FILE！（2020年，漫畫Park（日语：マンガPark））※
- 石見舞菜香、菲魯茲·藍的凸凹週四之夜☆ ～MAGI東風YEAH～ → 石見舞菜香、菲魯茲·藍的凸凹週六之夜☆ ～MAGI東風YEAH～[注 14]（2020年—2022年，超！A&G+、AG-ON Premium（日语：AG-ON Premium））※[336]）
- 菲魯茲·藍的"愛"、Loose、Fight！（2020年—，音泉）※
- 前田佳織里、菲魯茲·藍的FUN'S PROJECT LAB（日语：FUN'S PROJECT LAB）（2021年—2022年，文化放送）
- 「JoJo的奇妙冒險 石之海」喔拉喔拉電台S（2022年—2023年，Warner Bros. Japan 動畫官方YouTube頻道、音泉）※[337]）

### PV
- 厄里斯的聖杯 PV（2019年，旁白[338]）
- 感謝對戰。 ～大小姐才不玩格鬥遊戲～ PV（2020年，深月綾[339]）
- 在沖繩喜歡上的女孩方言講得太過令人困擾（2021年、比嘉夏菜[340]、中村照秋）
- 「憑妳也想討伐魔王？」被勇者小隊逐出隊伍，只好在王都自在過活 PV（2021年，旁白[341]）
- 岩元前輩的推薦 漫畫PV（2021年，青沼靜真[342]）
- 王者的求婚 女主角告白PV（2022年，鴇嶋喰良[343]）
- 內衣女孩如你所願（2022年，北條絢花[344]）
- （2022年，貓子 等[345]）
- （2023年，漆栖川希詠、緣城緋里[346]）
- （2023年，尤利[347]）
- 一勝千金（2023年，旁白[348]）
- 星海遊俠2 二次進化R「60秒看懂星海遊俠！」（2023年，瑪里爾·L·肯尼[349]）
- 女鎧騎士和我 第1冊發行紀念PV（2024年，女鎧騎士[350]）
- 成為悲劇元凶的最強異端，最後頭目女王為了人民犧牲奉獻 第8冊發行紀念PV（2024年，普萊朵[351]）

### 柏青哥、角子機
- 絕對衝激III（2021年，伊勢島紫[352]）
- P Fever 流汗吧！健身少女（2023年，紗倉響[353]）
- SMA THRO Sky Love（2024年，愛心[354]）

### 旁白
- Adobe短期強化研討會 Mago老師研討會（2018年）[355]
- 電影『殺不了的他與死不了的她（日语：殺さない彼と死なない彼女#映画）』預告片[356]
- 真人電影「青春特調蜂蜜檸檬蘇打」預告片（2021年）
- 決定播出！-笑武-（日语：Connects LOVE!#オンエア決めろ!ー笑武ー）（2022年3月29日—9月27日，BSJapanext）
- S☆1（日语：S☆1）（2022年—，TBS）
- Hulu Premier 「鬼娃恰吉」預告片（2022年）[357]
- 宣傳影片 Live2D 創作者篇（2022年）[358]
- 電影『真人電影』預告片（2022年）[359]
- 電影『窒友梅根』預告片（2022年）
- 電影『極速快遞』預告片（2023年）
- 電影『Barbie芭比』預告片（2023年）
- 浴血任務4×「拜託了肌肉（日语：お願いマッスル）」特別聯名影像（2024年，紗倉響[360]）

### 影像商品
- Tropical-Rouge！光之美少女 感謝祭[361]

### 朗讀劇
- “自稱”超能力少女 三船百合（2022年7月10日，東京證卷會館大廳）—飾 三船百合[362]

### 其它
- Plage okucoco 女性聲音（2020年）[363][364]
- 37card賀年卡（2021年）[365]
- 神奈川縣 KANAKANAKAZOKU（2022年，湊[366]）
- 勇者鬥惡龍 戰略指揮家動畫 偵察兵莫南（2022年，莫南[367]）
- ASMR （2022年，紅美鈴[368][369]）
- ASMR （2022年，雛子）
- 『JoJo的奇妙冒險』動畫10週年紀念展 聲音指南（2022年）[370]
- 羅森銀行（日语：ローソン銀行） ATM聲音（2023年）[371]
- KADOKAWA『最近的偵探真沒用』電視廣告（2023年，梓葉[372]）
- d動畫商城 聲音廣告（2023年）[373]
- 星象館節目『星日和 -昂首向前走-』（2023年）[374]
- 『禁忌的遊戲（日语：禁じられた遊び (小説)）』有聲書（2023年）[375]
- 三井購物公園卡「Saison」WEBCM（2023年）[376]
- 『Marvel's Wastelanders：鷹眼』有聲書（2023年，安旭·威廉斯（英语：Ash Williams）[377][378]）
- 真實逃脫遊戲（日语：リアル脱出ゲーム）×JoJo的奇妙冒險 石之海「JoJo的奇妙惡夢逃脫」（2023年，空條徐倫[379]）
- MV歌唱（2024年）[380]
- 『反派千金等級99 ～我是隱藏頭目但不是魔王～』單行本第4冊廣告（2024年，尤蜜拉[381]）
- Canva（2024年、動画の声[382]）
- 霹靂布袋戲『 Thunderbolt Fantasy 東離劍遊紀4』（2024年，霸王玉[383]）

## 音樂作品

### 角色歌曲
| 發行日期 | 商品名稱                                                                              | 歌 | 樂曲                     | 備註 |
| 2019年   | 2019年                                                                                | 2019年 | 2019年                   | 2019年 |
| -------- | ------------------------------------------------------------------------------------- | --- | ------------------------ | --- |
| 7月24日  |                                                                                       | 紗倉響（菲魯茲·藍）、街雄鳴造（石川界人） | 「願」                   | 電視動畫《流汗吧！健身少女》片頭主題曲                                                                                               |
| 2020年   |                                                                                       | |                          | |
| 1月22日  | ♡桃色單戀♡                                                                            | 繪里飄（菲魯茲·藍） | 「」                     | 電視動畫《神推偶像登上武道館我就死而無憾》片尾主題曲                                                                                 |
| 2月26日  | 神田川JET GIRLS 藍光&DVD第2卷特典CD                                                   | 珍妮佛·碧琪（Lynn）、艾米莉·奧倫奇（菲魯茲·藍） | 「HERE☆WE☆GO☆」          | 電視動畫《神田川JET GIRLS》相關歌曲                                                                                                  |
| 8月5日   |                                                                                       | 安西常盤（菲魯茲·藍） | 「」                     | 電視動畫《夢夢貓》相關歌曲 |
| 12月11日 | Summer Pockets 角色歌曲『Sing！2』                                                    | 神山識（菲魯茲·藍） | 「Don't Cry Red」        | 遊戲《Summer Pockets REFLECTION BLUE》相關歌曲                                                                                       |
| 2021年   |                                                                                       | |                          | |
| 4月21日  | SHOW BY ROCK!! BEST Vol.4                                                             | Zerotic Holic | 「」 「」 「」           | 遊戲《SHOW BY ROCK!! Fes A Live》相關歌曲                                                                                            |
| 5月26日  |                                                                                       | 如月玲於奈（竹達彩奈）、艾莉希亞（菲魯茲·藍）、米紮麗薩（井澤詩織）、結城楓（古賀葵） | 「」                     | 電視動畫《如果究極進化的完全沉浸RPG比現實還更像垃圾遊戲的話》片尾主題曲                                                              |
| 5月26日  | 星光頻道♪Song Collection ～from SUNSHINE CIRCUS～                                     | 愛麗絲（菲魯茲·藍） | 「sunshine smiles」      | 電視動畫《星光頻道》插入歌 |
| 5月26日  | 星光頻道♪Song Collection ～from SUNSHINE CIRCUS～                                     | ALIVE | 「」                     | 電視動畫《星光頻道》插入歌 |
| 6月21日  | 騷亂前夜                                                                              | B-Transition | 「」                     | 《BURNS SKOOL》相關歌曲 |
| 7月21日  | Tropical-Rouge！光之美少女 Vocal Album ～Tropical！MUSIC BOX～                        | 活力熱情社 | 「」                     | 電視動畫《Tropical-Rouge！光之美少女》相關歌曲                                                                                       |
| 7月21日  | Tropical-Rouge！光之美少女 Vocal Album ～Tropical！MUSIC BOX～                        | 夏海真夏（菲魯茲·藍） | 「OH！TEMPT SUMMER DAY」 | 電視動畫《Tropical-Rouge！光之美少女》相關歌曲                                                                                       |
| 7月21日  | Tropical-Rouge！光之美少女 Vocal Album ～Tropical！MUSIC BOX～                        | 夏海真夏（菲魯茲·藍）、蘿拉（日高里菜） | 「」                     | 電視動畫《Tropical-Rouge！光之美少女》相關歌曲                                                                                       |
| 7月21日  | Tropical-Rouge！光之美少女 Vocal Album ～Tropical！MUSIC BOX～                        | 夏日天使（菲魯茲·藍）、珊瑚天使（花守由美里）、木瓜天使（石川由依）、紅鶴天使（瀨戶麻沙美）、人魚天使（日高里菜） | 「」                     | 電視動畫《Tropical-Rouge！光之美少女》相關歌曲                                                                                       |
| 8月11日  | Viva！Spark！Tropical-Rouge！光之美少女 with 活力熱情社/朋友之歌/憧憬之情 Go My Way!! | Machico、合音：活力熱情社 | 「」                     | 電視動畫《Tropical-Rouge！光之美少女》後期片頭主題曲 電影動畫《劇場版 Tropical-Rouge！光之美少女：雪之公主與奇蹟的戒指！》片頭主題曲 |
| 8月25日  | 「魔法紀錄 魔法少女小圓外傳」Music Collection 2                                       | Neo-Magius | 「」                     | 遊戲《魔法紀錄 魔法少女小圓外傳》相關歌曲                                                                                            |
| 9月6日   | Gradation Age                                                                         | 公野太陽（藤原夏海）、犬江草太（石上靜香）、藤井埃爾維斯（菲魯茲·藍） | 「Gradation Age」        | 《BURNS SKOOL》相關歌曲 |
| 9月27日  | TO-B                                                                                  | B-Transitio | 「TO-B」                 | 《BURNS SKOOL》相關歌曲 |
| 10月20日 | 香緹雅 ～幸福之國～                                                                   | 夏日天使（菲魯茲·藍）、珊瑚天使（花守由美里）、木瓜天使（石川由依）、紅鶴天使（瀨戶麻沙美）、人魚天使（日高里菜） | 「」                     | 電影動畫《劇場版 Tropical-Rouge！光之美少女：雪之公主與奇蹟的戒指！》插入歌                                                          |
| 10月20日 | 香緹雅 ～幸福之國～                                                                   | 夏日天使（菲魯茲·藍）、珊瑚天使（花守由美里）、木瓜天使（石川由依）、紅鶴天使（瀨戶麻沙美）、人魚天使（日高里菜）、花蕾天使（水樹奈奈）、海洋天使（水澤史繪）、陽光天使（桑島法子）、月光天使（久川綾） | 「」（片尾主題歌Ver.）   | 電影動畫《劇場版 Tropical-Rouge！光之美少女：雪之公主與奇蹟的戒指！》片尾主題曲                                                      |
| 11月18日 | 人生料理                                                                              | Zerotic Holic | 「」                     | 遊戲《SHOW BY ROCK!! Fes A Live》相關歌曲                                                                                            |
| 2022年   |                                                                                       | |                          | |
| 2月2日   | Tropical-Rouge！光之美少女 Vocal Best                                                 | 蘿拉（日高里菜）、夏海真夏（菲魯茲·藍）、涼村珊瑚（花守由美里）、一之瀨實（石川由依）、瀧澤飛鳥（瀨戶麻沙美） | 「」                     | 電視動畫《Tropical-Rouge！光之美少女》插入歌                                                                                         |
| 6月26日  | Nameless PRidE                                                                        | B-Transitio | 「Nameless PRidE」       | 《BURNS SKOOL》相關歌曲 |
| 7月6日   | 女忍者椿的心事 茜組音樂集                                                             | 菫（菲魯茲·藍）、薊（朝井彩加）、蒲公英（井上穗乃花） | 「」                     | 電視動畫《女忍者椿的心事》片尾主題曲                                                                                                 |
| 7月6日   | 女忍者椿的心事 茜組音樂集                                                             | 茜組子丑寅卯辰巳午未申酉戌亥 | 「」                     | 電視動畫《女忍者椿的心事》片尾主題曲                                                                                                 |
| 7月8日   | 鯛·餡·來·福                                                                           | 蝦天娘。 | 「」                     | 《》相關歌曲 |
| 11月27日 | 東方彈幕神樂 Music Collection 幻                                                      | IOSYS feat. 琪露諾（菲魯茲·藍） | 「」                     | 遊戲《東方彈幕神樂》相關歌曲 |
| 11月30日 | Darling in the Night                                                                  | 七陰 | 「Darling in the Night」 | 電視動畫《我想成為影之強者！》片尾主題曲                                                                                             |
| 2023年   |                                                                                       | |                          | |
| 3月22日  | SILENTHATED                                                                           | 空木紬（菲魯茲·藍） | 「」                     | 《十五少女》相關歌曲 |
| 3月22日  | P Fever 流汗吧！健身少女 數位單曲                                                     | 紗倉響（菲魯茲·藍）、街雄鳴造（石川界人） | 「」 「」                | 柏青哥《P Fever 流汗吧！健身少女》相關歌曲                                                                                           |
| 3月29日  | 動畫《悠哉賽馬娘》專輯                                                                | 特別週（和氣杏未）、無聲鈴鹿（高野麻里佳）、東海帝王（Machico）、丸善斯基（Lynn）、小栗帽（高柳知葉）、黃金船（上田瞳）、伏特加（大橋彩香）、大和赤驥（木村千）、草上飛（前田玲奈）、目白麥昆（大西沙織）、神鷹（高橋未奈美）、好歌劇（德井青空）、魯鐸象徵（田所梓）、氣槽（青木瑠璃子）、愛麗數碼（鈴木實里）、青雲天空（鬼頭明里）、美妙姿勢（橋本千波）、摩耶重炮（星谷美緒）、雪中美人（山本希望）、愛麗速子（上堇）、稻荷一（井上遥乃）、勝利獎券（渡部優衣）、空中神宮（津田美波）、東瀛佐敦（鈴木繪理）、中山慶典（下地紫野）、成田大進（渡部惠子）、春麗（首藤志奈）、待兼福來（新田日和）、名將戶仁（和多田美咲）、帝皇光輝（佐伯伊織）、詩歌劇（遠野光）、大德日神（山根綺）、雙渦輪（花井美春）、天狼星象徵（菲魯茲·藍）、鶴丸剛志（青山吉能）、吉兆（春川芽生）、谷野美酒（松岡美里）、（吉美優） | 「」                     | 網路動畫《悠哉賽馬娘》片尾主題曲 |
| 3月31日  | MVP                                                                                   | Zerotic Holic | 「MVP」                  | 《SHOW BY ROCK!!》相關歌曲 |
| 5月10日  | 神推偶像登上武道館我就死而無憾 Complete Vocal Album「為你而生」                       | 繪里飄（菲魯茲·藍）、市井舞菜（立花日菜） | 「」                     | 電視動畫《神推偶像登上武道館我就死而無憾》片尾主題曲                                                                                 |
| 6月10日  | Everything Happens for a reason/暴走少女愛傳茶茶                                      | 安那其（菲魯茲·藍）、藍（愛美）、粉（黑澤朋世） | 「」                     | 電視動畫《魔法少女毀滅者》相關歌曲                                                                                                   |
| 8月23日  | The Block Party -HOMIEs-                                                              | 邪答院仄仄（菲魯茲·藍） | 「」                     | 《催眠麥克風》相關歌曲 |
| 9月13日  | 賽馬娘 Pretty Derby WINNING LIVE 14                                                   | 黃金船（上田瞳）、伏特加（大橋彩香）、神鷹（高橋未奈美）、曼城茶座（小倉唯）、空中神宮（津田美波）、榮進閃耀（藤野彩水）、中山慶典（下地紫野）、里見光鑽（立花日菜）、北部玄駒（矢野妃菜喜）、天狼星象徵（菲魯茲·藍）、櫻花桂冠（真野美月）、新宇宙（白石晴香）、跳舞城（篠田南） | 「L’Arc de gloire」      | 遊戲《賽馬娘 Pretty Derby》相關歌曲                                                                                                  |
| 9月13日  | 賽馬娘 Pretty Derby WINNING LIVE 14                                                   | 天狼星象徵（菲魯茲·藍） | 「GALACTIC PLAYER」      | 遊戲《賽馬娘 Pretty Derby》相關歌曲                                                                                                  |
| 9月13日  | 賽馬娘 Pretty Derby WINNING LIVE 14                                                   | 黃金船（上田瞳）、伏特加（大橋彩香）、神鷹（高橋未奈美）、曼城茶座（小倉唯）、空中神宮（津田美波）、榮進閃耀（藤野彩水）、黃金城（香沙希）、東瀛佐敦（鈴木繪理）、中山慶典（下地紫野）、目白善信（野口百合）、大德日神（山根綺）、里見光鑽（立花日菜）、北部玄駒（矢野妃菜喜）、天狼星象徵（菲魯茲·藍）、櫻花桂冠（真野美月）、新宇宙（白石晴香）、跳舞城（篠田南） | 「」                     | 遊戲《賽馬娘 Pretty Derby》相關歌曲                                                                                                  |
| 11月24日 | [ 注 15 ]                                                                             | 金色招財貓 | 「」 「」                | 電視動畫《神奇柑仔店 錢天堂》相關歌曲                                                                                                |
| 2024年   |                                                                                       | |                          | |
| 1月17日  | [ 注 15 ]                                                                             | 艾蕾諾拉·希洛茲（日高里菜）、尤蜜拉·多克尼斯（菲魯茲·藍） | 「」                     | 電視動畫《反派千金等級99 ～我是隱藏頭目但不是魔王～》片尾主題曲                                                                      |
| 2月4日   | Sky Love 原聲音樂                                                                     | 愛心（菲魯茲·藍） | 「SKY HIGH」             | 角子機《Sky Love》相關歌曲 |

### 其它參加樂曲
| 發行日期      | 商品名稱                              | 歌            | 樂曲                                | 備註                                                |
| ------------- | ------------------------------------- | ------------- | ----------------------------------- | --------------------------------------------------- |
| 2021年9月17日 | Onsen Theme song Collection album 1st | （菲魯茲·藍） | 「Shout My Love！Shout Your Love!」 | 廣播節目《菲魯茲·藍的"愛"、Loose、Fight！》主題歌曲 |

## LIVE

### 合同LIVE
| 演出日期      | 名稱                          | 會場       |
| ------------- | ----------------------------- | ---------- |
| 2024年1月20日 | 全光之美少女 20週年紀念LIVE！ | 橫濱體育館 |

## 腳註

## 外部連結
- 菲魯茲·藍｜Raccoon Dog  （日語）
- 菲魯茲·藍的X（前Twitter） （日語）
- 菲魯茲·藍的Instagram帳戶 （日語）（2022年6月1日—）